# Sławków
Sławków (udtale: [ˈswafkuf])   er en by i den østlige  del af  voivodskabet Schlesien i  det sydlige Polen. Byen   har 6.942(2021) indbyggere og et areal på 	36,6 km², og er en del af   powiatet Będzin.

## Placering
Sławków ligger i det vestlige Lillepolen, 29 km fra Katowice, og 56 km fra Kraków, i Kraków-Silesia højland (en del af Małopolska højland), ved floden Biała Przemsza. Byen grænser op til Dąbrowa Górnicza, Sosnowiec, Jaworzno og Bukowno. Udover det historiske centrum har Sławków 25 mindre distrikter, og hele 35 % af byens område er dækket af skove. Byens navn kommer fra det gamle slaviske fornavn Sławomir (Sławko, Sławek), og kan oversættes til Bosættelsen Sławko.

## Historie
Den første skriftlige optegnelse om byens navn stammer fra 1279 fra  et charter udstedt  af prins Bolesław 5. den Kyske, hvor lokaliteten stadig kaldes en landsby (villa episcopalis) og en aftale dateret 1286 mellem biskoppen af Kraków Paweł z Przemankowa og prins Leszek 2. den Sorte, hvori Sławków allerede kaldes en by (civitas). I 1280'erne byggede biskop Paweł z Przemankowa her et forsvarsslot, beliggende nær den vestlige grænse til Lillepolen.
På grund af rige forekomster af bly og sølv og beliggenhed på en handelsrute fra Kraków til Wrocław, udviklede Sławków sig hurtigt, og i det 13. århundrede var det et af de vigtigste bycentre i Lillepolen. I det 14. århundrede aftog dens betydning, og senere blev byen ødelagt flere gange i talrige krige (1433, 1434, 1455) såvel som i en brand (1498). Desuden svandt aflejringerne af sølv og bly ud. Indtil Polens delinger forblev Sławków administrativt centrum for ejendommene til biskoppen af Kraków.

## Galleri
- Sławków kirke (13. århundrede)
- Gammel kro fra 1781
- Ruiner af Sławków slot (13. århundrede)
- Markedspladsen  ca. 1919
- Markedspladsens sydende
- Gade i byen
- Jernbanestation
- Postkontor
- Grundskole